# Осадчий Іван Григорович
Іван Григорович Осадчий (нар. 4 листопада 1961 Пугачівка, Рокитнянський район) — український педагог-новатор, доктор педагогічних наук, старший науковий співробітник. 

## Біографія
Народився 4 листопада 1961 року в селі Пугачівка на Київщині.
Автор близько 200 опублікованих одноосібних праць з педагогіки, зокрема:
монографій:
- «Освіта сільського регіону: теорія і технологія управління розвитком» (2005),
- «Соціально-філософські аспекти формування загальної культури керівника загальноосвітнього навчального закладу» (2012),
- «Спрямований розвиток освітніх систем: теорія, технологія, практика» (2013);

посібників:
- Організаційний механізм управління освітнім округом сільської місцевості: посібник / Осадчий І.Г. – К.: Педагогічна думка, 2014. – 75 с.
- Якість загальної середньої освіти: система управління та інституційний аудит. Концептуальні ідеї та методичні рекомендації: [Електронне видання] / Осадчий І.Г. – Дніпро: Середняк Т. К., 2018. – 31 с. ISBN 978-617-7696-94-9
- Розроблення та впровадження внутрішньої системи забезпечення якості освіти закладу загальної середньої освіти. Методичні рекомендації: [Електронне видання] / Осадчий І.Г – Дніпро: Середняк Т. К., 2019. – 73 с. ISBN 978-617-7761-49-4
- Внутрішня система забезпечення якості загальної середньої освіти:науково-практичний коментар у запитаннях та відповідях [Електронне видання]/ І. Г. Осадчий – Дніпро: Середняк Т. К., 2019. – 92 с. ISBN 978-617-7822-04-1
- Педагогіка якості освіти: освітні запити замовників освітньої послуги та вимоги і очікування зацікавлених сторін: науково - практичний коментар у запитаннях та відповідях [Електронне видання]/ І. Г. Осадчий. – Дніпро: Середняк Т. К., 2020. – 77 с. ISBN 978-617-7822-54-6
- Педагогіка якості освіти: планування роботи закладу загальної середньої освіти. Науково-практичний коментар у запитаннях та відповідях: [Електронне видання]/І.Г.Осадчий. – Київ:Державна освітня установа "Навчально-методичний центр з питань якості освіти,2020. – 65с.
- Педагогіка якості освіти: бери й роби. Посібник із менеджменту якості для керівників закладів загальної середньої освіти. – Київ:"Видавнича група "Шкільний світ", 2021. – 272 с.

В складі авторських колективів взяв участь у написанні більше 20 книг, зокрема:
- Школа на рубежі XXI століття: управлінський аспект (2000),
- Поза межами можливого: школа якою вона є (2004),
- Заклади освіти Київщини: минуле та сучасне / І.Л. Лікарчук, Н.І. Клокар, О.П. Ситніков, В.А. Карандій, М.О. Солодуха, В.В. Лазаревський, І.Г. Осадчий. – К.: [Вид. О.М. Ешке], 2002, – 528 c. ISBN 966-557-098-6
- Управління загальноосвітньою школою в сучасних умовах (2003),
- Школа молодого директора (2003),
- Біла книга національної освіти (Сили змін та вектори руху до нової освіти України) (2009),
- Модернізація мережі сільських загальноосвітніх навчальних закладів в Україні (2010),
- Формування соціальної компетенції старшокласника (2011),
- Підвищення кваліфікації педагогічних працівників (в 3-х частинах) (2016),
- Управління загальноосвітніми навчальними закладами як активними системами: моделі та механізми : монографія /Л. Калініна, В. Мелешко, І. Осадчий, Л. Паращенко, М.Топузов / За наук. ред. Л. Калініної.  – К.: Педагогічна думка, 2018. – 224 с.

Значна кількість наукових статей  опублікована в журналах «Світло», «Директор школи, ліцею, гімназії», «Освіта і управління», «Народна освіта» та виданнях видавництва «Шкільний світ».
Учасник проекту НАПН України « Педагоги-новатори в Україні» (Сторінка 5. Освітні технології для сільської школи (2009)).

## Навчання і професійна діяльність
- 1968 – 1976 навчався в Пугачівській восьмирічній школі
- 1976 – 1980 навчався в Корсунь-Шевченківському педагогічному училищі ім. Т.Г. Шевченка (виробничий відділ)
- 1980 – 1985 навчався в Київському державному педагогічному інституті ім. О.М. Горького(фізико-математичний факультет)
- 1985 – 1998 працював на посаді директора Ясенівської ЗОШ I—II ступенів Ставищенського району Київської області
- 1998 – 2015 працював на посаді начальника відділу освіти Ставищенської районної державної адміністрації Київської області
- 2015 – 2018 працював на посаді ректора КНЗ КОР «Київського обласного інституту післядипломної освіти педагогічних кадрів» («Академія неперервної освіти» КВНЗ КОР «Академія неперервної освіти»)
- 2018 – 2020 працював на посаді вчителя фізики та математики Ясенівської ЗОШ I—II ступенів Ставищенського району Київської області
- 2020 – 2021 працював на посаді начальника відділу освіти Ставищенської селищної ради Білоцерківського району Київської області
- 2021 – працює на посаді вчителя фізики та математики Ясенівського ЗЗСО I—II ступенів Ставищенської селищної ради Білоцерківського району  Київської області
- Упродовж 12 років працював на посадах наукових та науково-педагогічних працівників (за сумісництвом) в Інституті педагогіки НАПН України та КНЗ КОР «Київський обласний інститут післядипломної освіти педагогічних кадрів» (КВНЗ КОР «Академія неперервної освіти»).

## Наукова діяльність
У 1994 році в Інституті педагогіки НАПН України захистив кандидатську дисертацію з педагогіки «Організаційно-педагогічні умови формування соціального досвіду учнів сільських шкіл», а в 2012 році – докторську дисертацію з педагогіки «Теорія і практика спрямованого розвитку системи загальної середньої освіти сільської місцевості». В 2016 році присвоєно вчене звання старшого наукового співробітника.
Є автором:
- виховної системи «Структурно-рівнева соціалізація особистості» (1988 р.);[1]
- методики проектно-цільового управління навчальними закладами (1992 р.);[2]
- теорії БМ-систем («систем без меж») (2001 р.);[3]
- засад мережевої педагогіки (освітніх округів в системі загальної середньої освіти) (1999 – 2001рр.);[4]
- концепції громадянського виховання учнів у системі загальної середньої освіти України (2015 р.);[5]
- моделі підвищення кваліфікації педагогічних працівників за сертифікованою пролонгованою формою навчання (2016 р.);[6]
- моделі досконалості освітнього середовища закладу загальної середньої освіти (Модель досконалості ОС:8ПД)(2019 р.);[7]
- моделі досконалості освітнього процесу в закладі загальної середньої освіти (Модель досконалості ОП:8ПД)(2019 р.);[7]

освітніх технологій:
- організація діяльності районної асоціації дитячих організацій (1998 р.),[8]
- проектно-модульна організація діяльності РМК (1999 р.),[9]
- розвиток педагогічної культури вчителя «Дельта +» (2008 р.),[10]
- розвиток управлінської культури директора загальноосвітнього навчального закладу «Дельта УК+» (2010 р.)[11]
- педагогіка якості освіти (2020 р.)

## Громадська діяльність
- Депутат, голова постійної комісії з питань освіти, охорони здоров'я, культури, молоді та спорту Ставищенської районної ради II – VI скликань
- Депутат Білоцерківської районної ради [Архівовано 11 серпня 2021 у Wayback Machine.] VIII скликання
- Голова ради ГО «Академія розвитку освіти»

## Нагороди
- Почесна грамота  Кабінету Міністрів України (2004р.)
- «Відмінник освіти України» (1994р.)
- «А.С.Макаренко» (2008р.)
- «К.Д.Ушинський» (2009 р.)[12]

А також, Почесні грамоти МОН України та НАПН України, дипломи міжнародних та всеукраїнських виставок у галузі освіти. Є лауреатом обласної педагогічної премії «За успіхи в галузі освіти» (2011 р.).